# Nyomfosszília

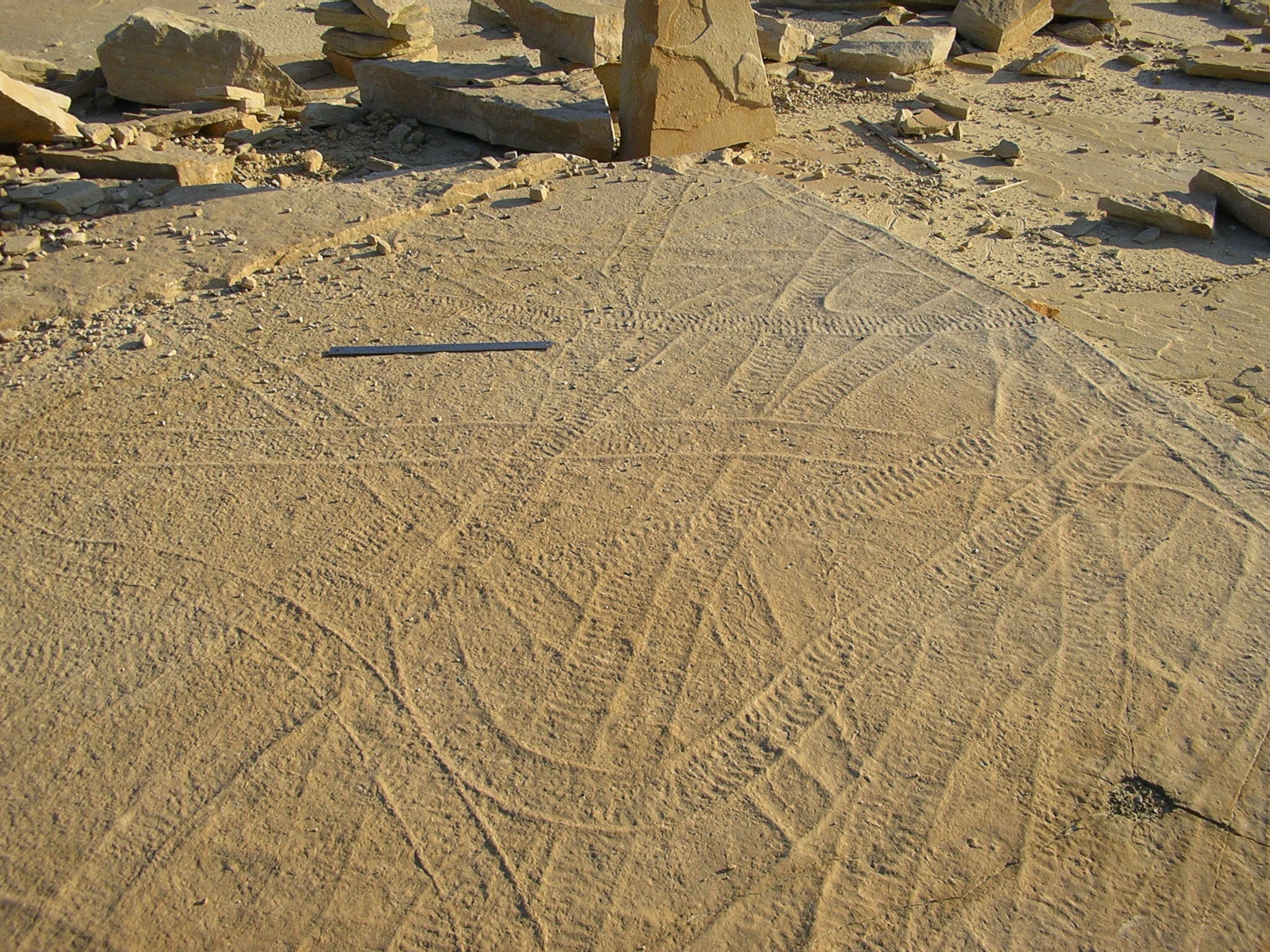
Ezek a mászásnyomok a kambriumból maradtak ránk. A jellegzetes kettős sáv haslábra (gastropodium) utal, vagyis csigafélére

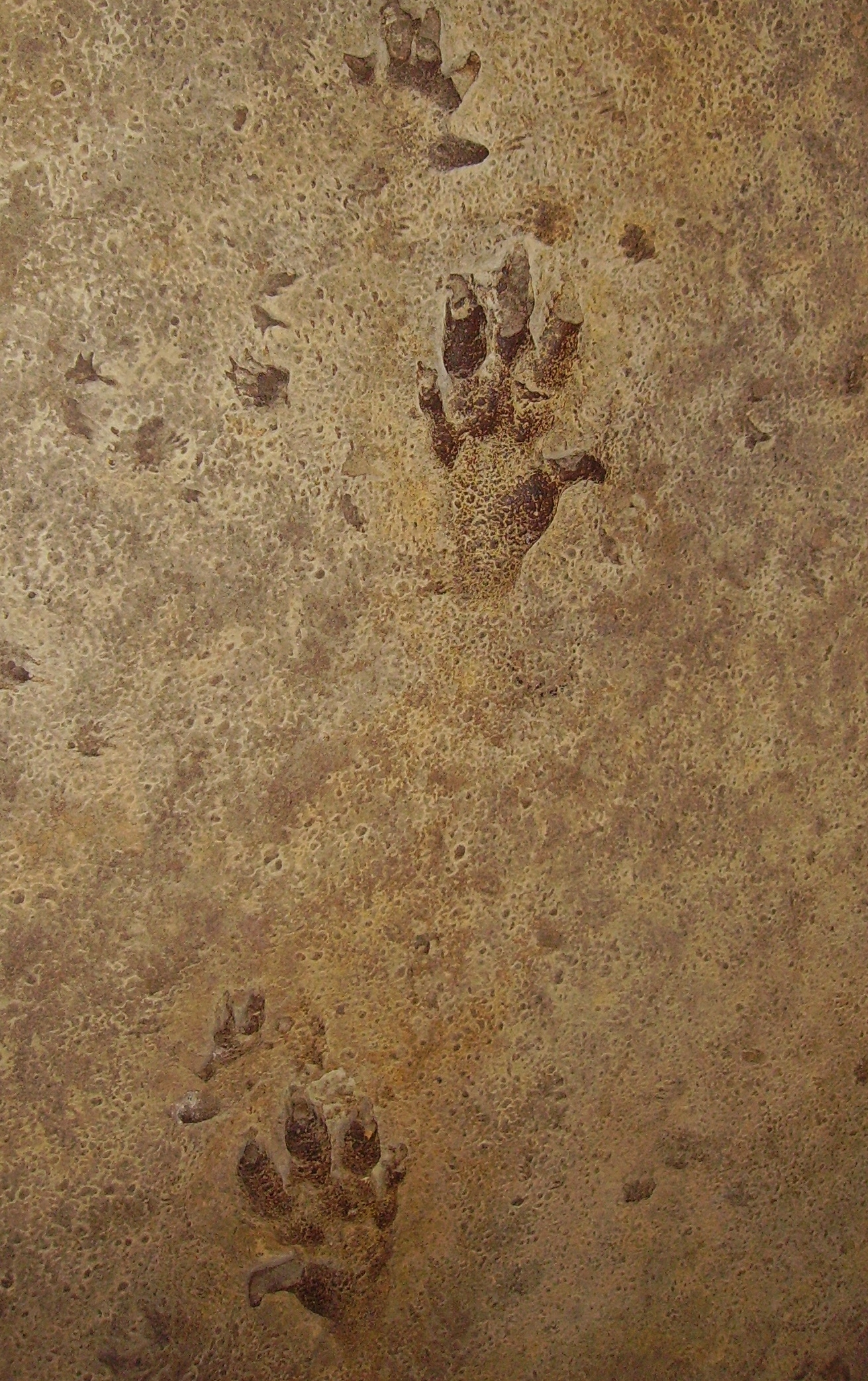
Az egyik leghíresebb nyomfosszília: a Chirotherium lábnyoma

A nyomfosszília (görög eredetű megnevezéssel ichno- vagy iknofosszília) olyan megőrződött ősmaradvány, amely nem magát az egykor élt élőlényt őrizte meg, hanem annak valamilyen nyomát. Ezek lehetnek lenyomatok, kőbelek (héjas állatok belső részeinek üregkitöltése), mászás- és lábnyomok, élőlények által kialakított üregek. Éppígy nyomfosszília a hátrahagyott ürülék (koprolit formájában), vagy elhagyott tollak, fészek, tojáshéj is. A nyomfosszíliák laza, nem összeálló aprószemű üledékes kőzetekben, közelebbről finomszemű homokban, kőzetlisztben (aleurit), agyagban jönnek létre. Kialakulásukhoz különleges körülmények kellenek, hiszen az élőlény először valamilyen lenyomatot, életnyomot hagy a laza kőzetben, és annak ezt nem sokkal követően meg kell keményedni ahhoz, hogy ne tűnjön el. Végül a megkeményedett, nyomot tartalmazó kőzetet más üledéknek kell befedni, ellenkező esetben az erózió tünteti el a nyomot.
A nyomfosszíliákkal foglalkozó tudományág az ichnológia.
A nyomfosszíliák rendkívül fontosak az evolúció menetének megismerésében. A nagy kambriumi robbanás feltevése nagyrészt abból ered, hogy a korábbi időszakokból nincsenek fosszíliák és a nyomfosszíliák értékelése bizonytalan. Ugyanakkor a kambrium nyomfosszíliái bizonyítják, hogy fosszílizációra alkalmas vázzal nem rendelkező állatok is léteztek, és a kambriumi robbanást valójában a szilárd váz megjelenése okozza, nem makroevolúciós ugrás. Több olyan fajt írtak már le, amiből nem ismerni semmi mást, csak valamilyen nyomfosszíliát. Ilyen például a Chirotherium (kezes állat), amelynek csak lábnyomai ismertek.

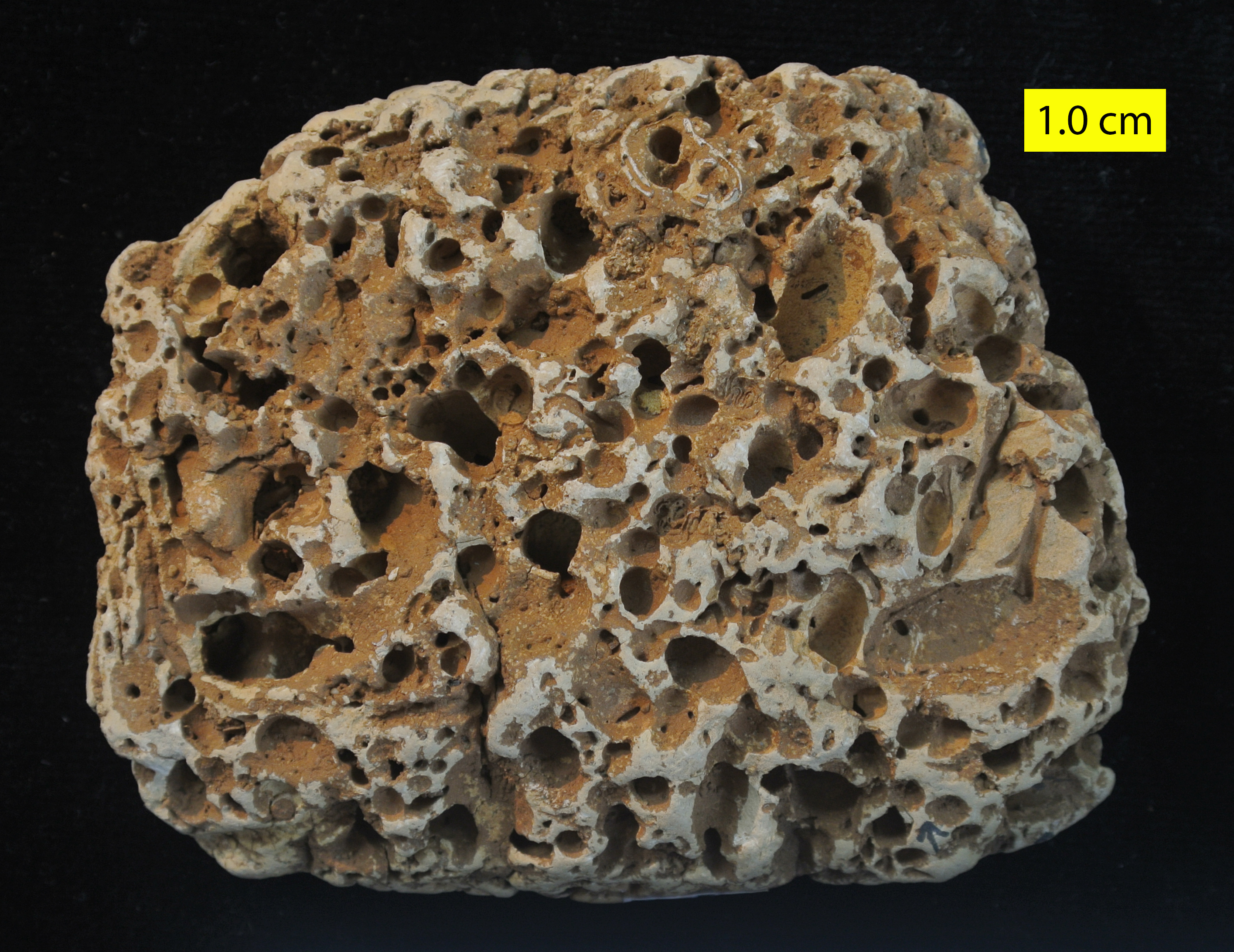
Gastrochaenolites
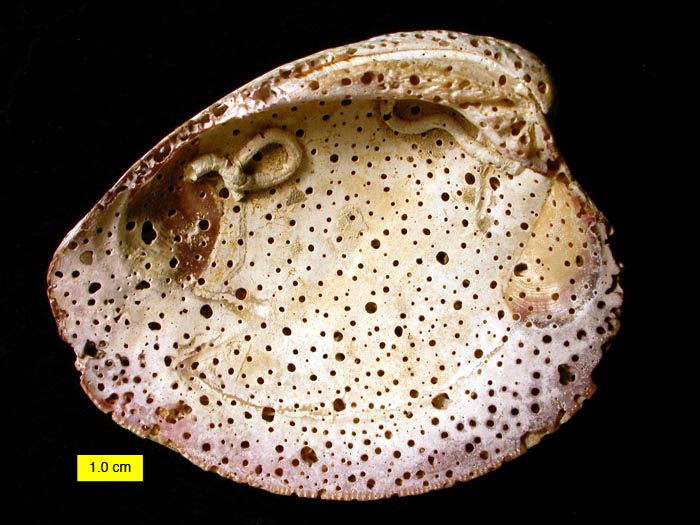
Entobia
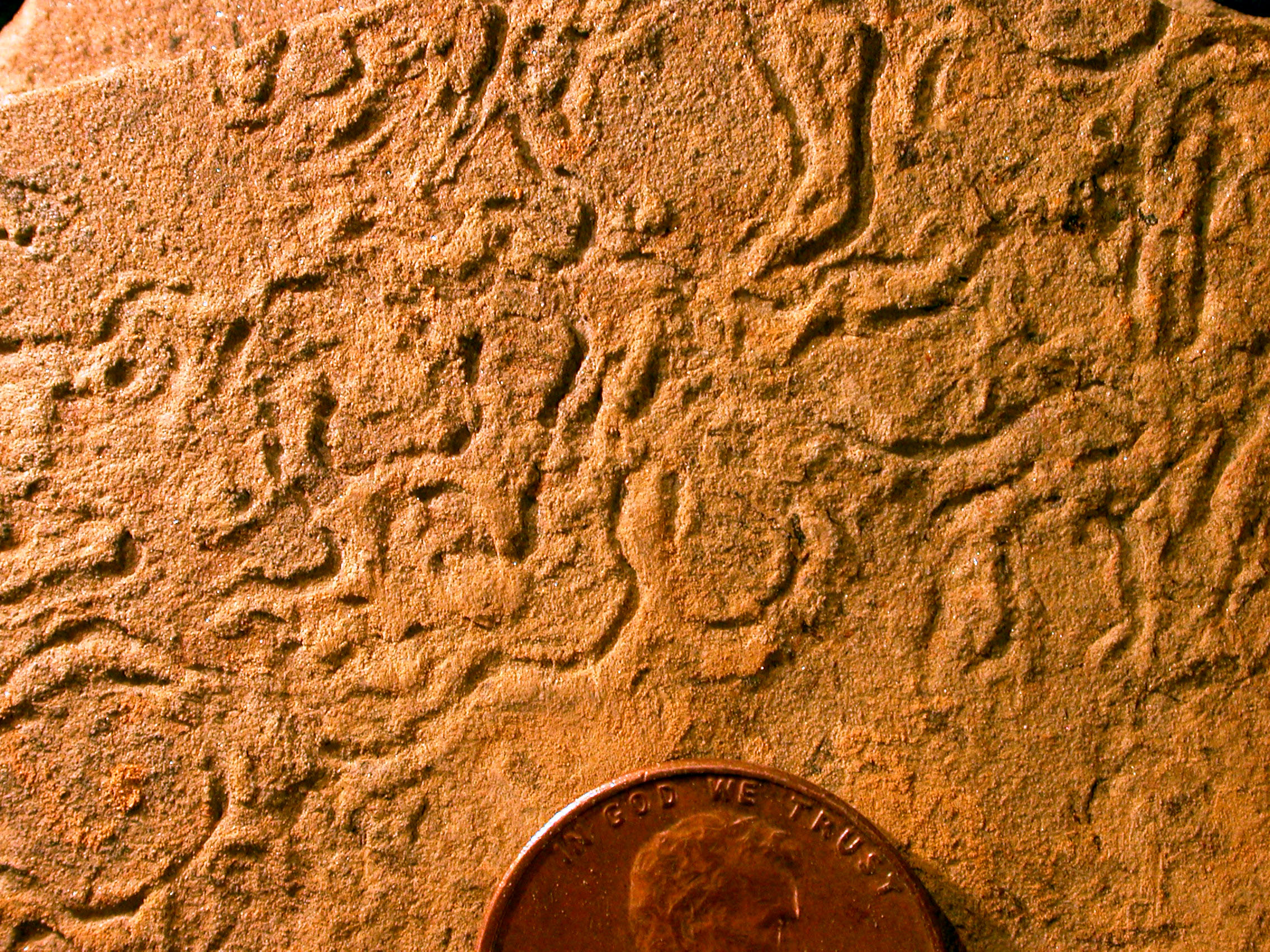
Helminthopsis
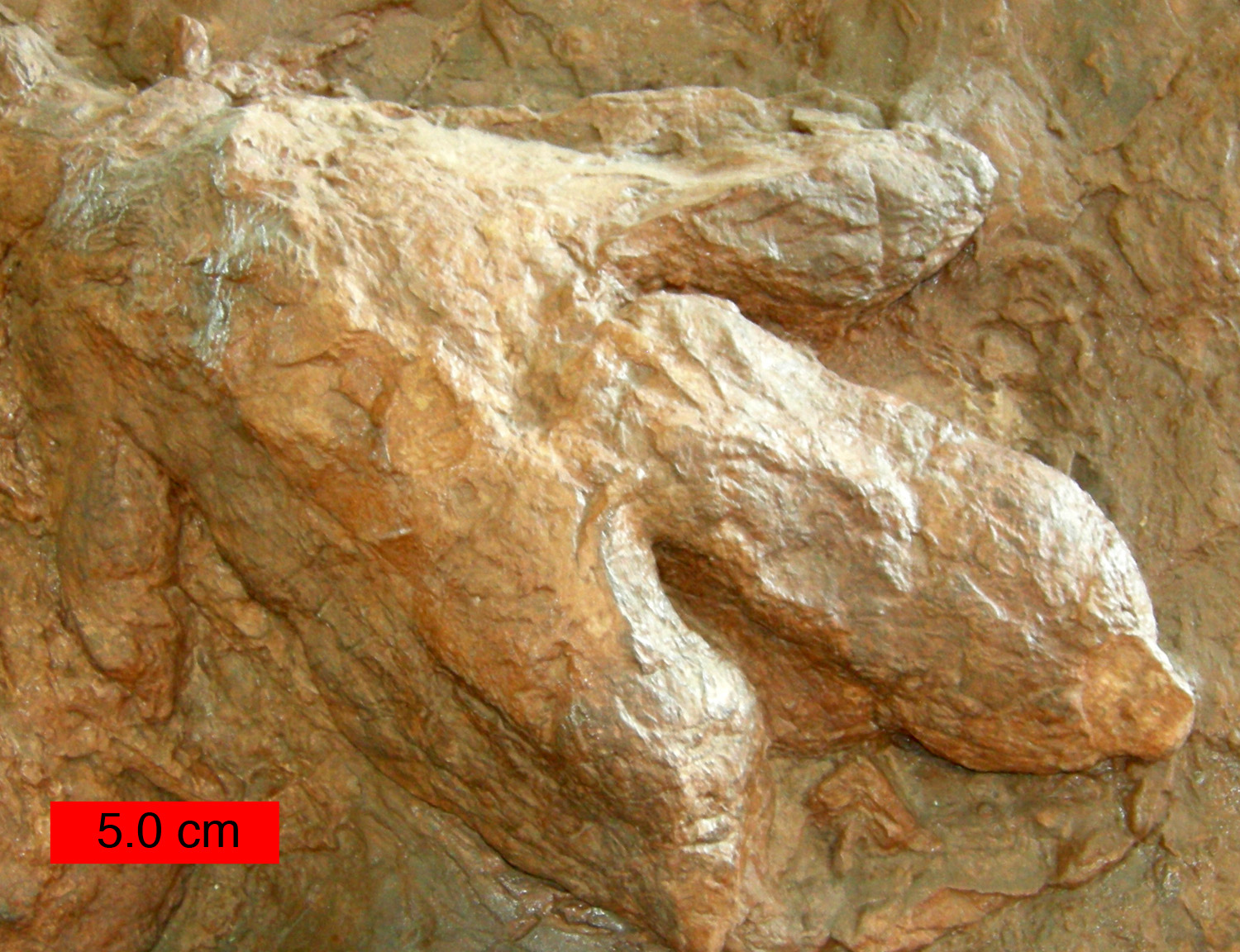
Gigandipus
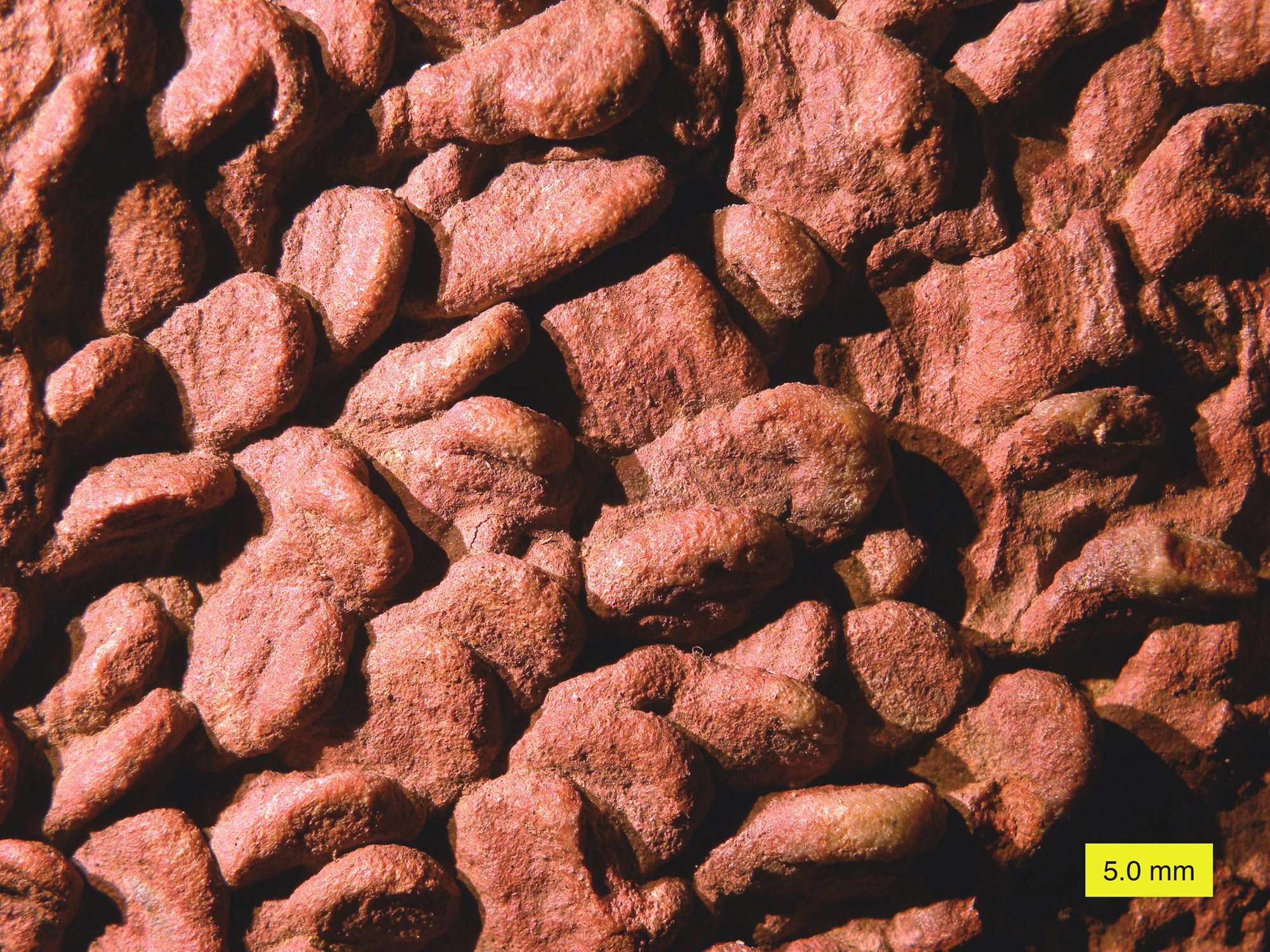
Lockeia
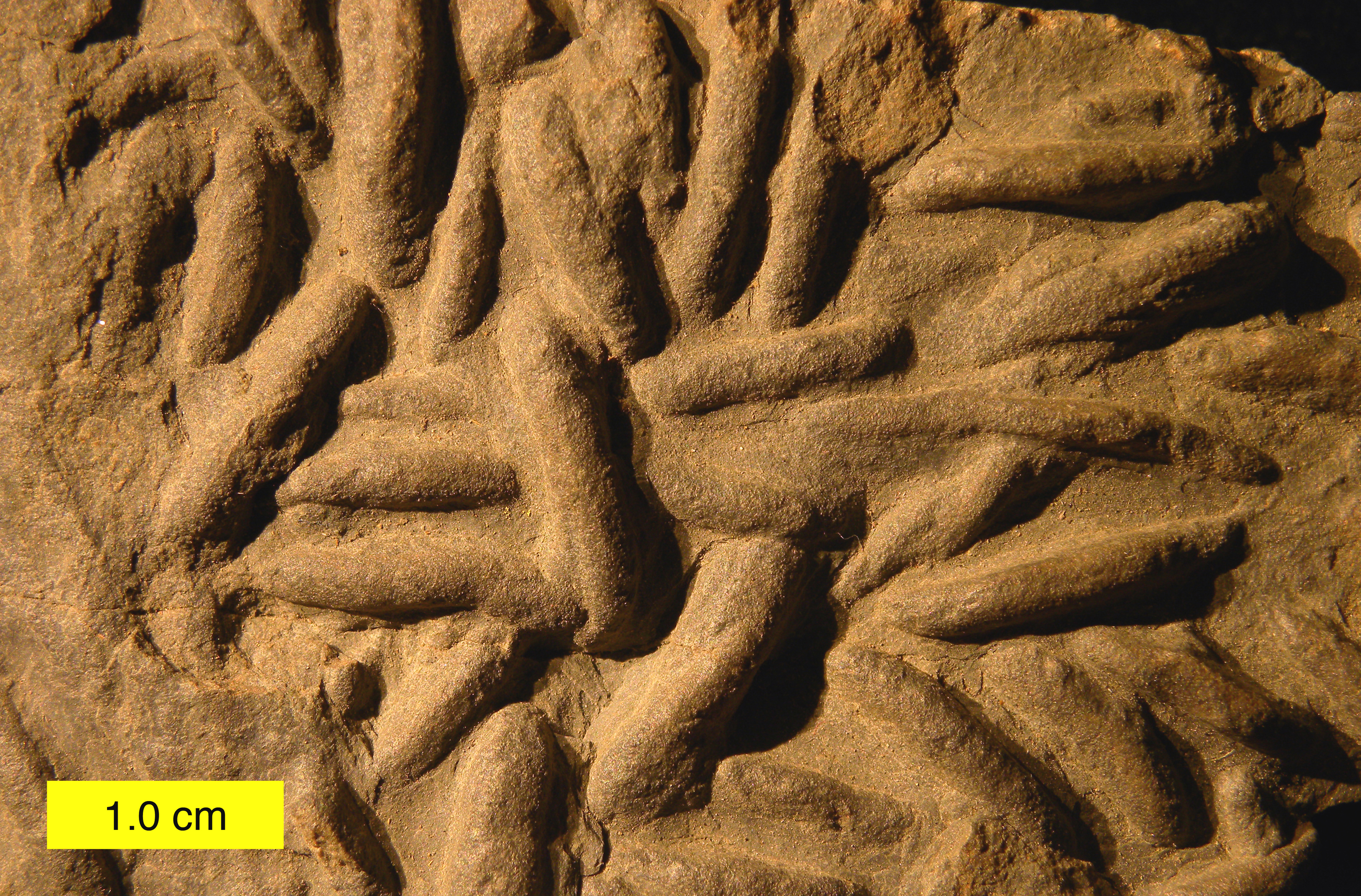
Lockeia

Lásd még:
- valódi fosszília
- átalakult fosszília